# 包头市稀土高新区第一中学
包头市稀土高新区第一中学（包头高新一中）是一所位于内蒙古自治区包头市稀土高新技术产业开发区的公立全日制普通完全中学，是北京师范大学基础教育实验学校。

## 简介
包头高新一中创建于2010年9月6日，建在新光东路上，占地75亩，总建筑面积约22000平方米，设计规模36个教学班，计划容纳1800名学生，初三年级在包头高新二中就读。

## 历史
2010年9月6日，该中学正式创办成立。
2017年10月，包头市稀土高新区第二中学（包头高新二中）建成，高中部搬到包头高新二中，正式独立办学，初中部则留在包头高新一中。